# Cryptolabis (Cryptolabis) ecalcarata
Cryptolabis (Cryptolabis) ecalcarata is een tweevleugelige uit de familie steltmuggen (Limoniidae). De soort komt voor in het Neotropisch gebied.